# Penthimia rawasi
Penthimia rawasi är en insektsart som beskrevs av Bierman 1910. Penthimia rawasi ingår i släktet Penthimia och familjen dvärgstritar. Inga underarter finns listade i Catalogue of Life.